# Feuerwehr-Leistungsabzeichen (Brandenburg)
Das Feuerwehr-Leistungsabzeichen (Brandenburg) wurde im Jahr 1997 durch den Landesfeuerwehrverband Brandenburg e.V. gestiftet und ist ein Leistungsabzeichen, das an alle Angehörigen der brandenburgischen Freiwilligen Feuerwehr verliehen werden kann, die die zugrundeliegende Prüfung erfolgreich abgeschlossen haben.

## Stiftungszweck und Verleihungsvoraussetzungen
Das Feuerwehr-Leistungsabzeichen dient dabei der Unterstützung der Feuerwehrausbildung und zur Vertiefung der feuerwehrtechnischen Kenntnisse der Angehörigen der Freiwilligen Feuerwehr. Weitere Ziele sind sowohl die Erhöhung der Einsatzbereitschaft, als auch die körperliche Ertüchtigung der Feuerwehrangehörigen. Das Leistungsabzeichen wird nach erfolgreicher Teilnahme an den Leistungsvergleichen des Feuerwehrverbandes in folgenden Stufen verliehen:
- Bronze (1malige erfolgreiche Teilnahme)
- Silber (6malige erfolgreiche Teilnahme)
- Gold (11malige erfolgreiche Teilnahme)
- Sonderstufe Gold (21malige erfolgreiche Teilnahme oder

als Kreisausbilder TM/TF oder Sprechfunker
oder Atemschutzgeräteträger tätig sind).
Weitere Voraussetzung ist, dass die Verleihung des Leistungsabzeichens auf einen bestimmten Personenkreis beschränkt ist. Es wird demnach nur an Feuerwehrangehörige verliehen, die Mitglied im Feuerwehrverband Brandenburg e.V. sind. Die Verleihung obliegt dabei den Kreisvorständen der Feuerwehrverbände. Nach erfolgreicher Teilnahme wird die Bandschnalle oder das Leistungsabzeichen nebst dazugehöriger Verleihungsurkunde verliehen. Die Prüfung umfasst dabei folgende Bedingungen:
1. feuerwehrtechnischer Teil,
2. Knoten und Stiche,
3. theoretischer Teil und den
4. sportlichen Teil.

Das Leistungsabzeichen wird vom Landesfeuerwehrverband nach vorheriger Bestellung gegen Bezahlung durch die Kreisvorstände zur Verfügung gestellt. Die betrifft auch die Materialien der Nachweisführung (Prüfungsvordrucke etc.). Die Auswahl der Kampfrichter ist ebenfalls der Landesfeuerwehrverband zuständig. Der eigentliche Erwerb des Leistungsabzeichens erfolgt durch die Teilnahme an den Leistungsvergleichen der Feuerwehrverbände der Landkreise, die Mitglied im Landesfeuerwehrverband sind.

## Aussehen, Beschaffenheit und Trageweise
Das Feuerwehr-Leistungsabzeichen besteht aus einem hochovalen, doppelt eingefassten Eichenlaubkranz, welcher an seinem unteren Ende zusammengebunden ist. An seinem oberen Ende ist das Landeswappen von Brandenburg, der Märkische Adler aufgesetzt. Entsprechend der verliehenen Stufe ist das Leistungsabzeichen entweder bronziert, versilbert oder vergoldet. In der Mitte des Abzeichens ist das Feuerwehrsymbol zu sehen, ein Feuerwehrhelm vor einer gekreuzten Feuerwehraxt und Feuerwehrspritze. Das Leistungsabzeichen FwDV 3 des LFV Brandenburg wird im Original als Steckkreuz auf der linken
Brusttasche der Uniform jeweils in der höchsten Stufe oder als Bandschnalle oberhalb
der linken Brusttasche, eingeordnet zwischen Landes- und Kreis- bzw.
Stadtauszeichnungen, getragen.